# Picoides arcticus
El pico ártico (Picoides articus) es una especie de ave piciforme de la familia de los pájaros carpinteros (Picidae). Vive en los bosques de América del Norte y tiene una longitud media de 23 cm.  El área de cría incluye Canadá, Alaska y el noroeste de Estados Unidos, llegando por el sur a áreas montañosas del norte de California y por el este hasta Nueva Inglaterra.
El plumaje de los adultos es negro en la cabeza, espalda, alas y rabadilla. Desde la garganta hasta el vientre es blanco, mientras que los flancos son blancos con franjas negras. Existe dimorfismo sexual, presentando el macho una mancha de color amarillo en la corona.
Su hábitat natural son los bosques de coníferas, prefiere las zonas que han sido quemadas o las que bordean al bosque en las que persisten troncos de árboles muertos.
Se alimenta fundamentalmente de insectos y larvas que encuentra en la corteza de los árboles. Realiza todos los años una cavidad nueva en un tronco que le sirve como nido.